# Rață Pekin
Rața Pekin este un fel de mâncare din Beijing (cunoscut înainte și drept Pekin sau Peking) care este preparat încă din epoca imperială. Carnea are drept caracteristică pielea subțire și crocantă, iar în versiunile autentice ale acestui fel se servește în special pielea, alături de puțină carne, toate feliate în fața mesenilor de către bucătar. Rațele crescute special pentru acest preparat sunt sacrificate după 65 de zile, condimentate și apoi fripte într-un cuptor închis sau deschis. Carnea este adesea consumată cu ceapă verde, castravete și sos dulce de fasole, toate învelite în clătite. Uneori sunt adăugate și ridiche murată și alte sosuri, precum sosul hoisin.

## Istoric
Rață este friptă în China încă de pe vremea Dinastiilor de Sud și de Nord. O variațiune de rață friptă a fost preparată pentru Împăratul Chinei din Dinastia Yuan. Preparatul, numit inițial „shāo yāzi” (燒鴨子), a fost menționat în Rețete Complete pentru Mâncăruri și Băuturi (飲膳正要), un manual din 1330 creat de Hu Sihui (忽思慧), inspector al bucătăriilor imperiale. Rața friptă în stil Pekin care a ajuns să fie asociată cu termenul de astăzi a fost pe deplin dezvoltată spre sfârșitul Dinastiei Ming, când deja devenise unul dintre principalele feluri de mâncare de la curtea imperială. Primul restaurant specializat în rață Pekin, Bianyifang, a fost înființat în Xianyukou, aproape de Qianmen, Beijing, în 1416.
În perioada Qianlong (1736-1796) din timpul Dinastiei Qing, popularitatea de raței Pekin se extinsese deja printre oamenii din clasele superioare, inspirându-i pe poeți și învățați. De exemplu, un verset de Dūmén zhúzhīcí, o poezie locală din Beijing, spune „Umpleți farfuriile cu friptură de rață și purcel de lapte”.
În 1864, în Beijing a fost înființat restaurantul Quanjude (全聚德). Yang Quanren (楊全仁), fondatorul Quanjude, a dezvoltat cuptorul în care rațele erau coapte atârnate. Cu inovațiile sale și gestionarea eficientă, restaurantul a devenit bine recunoscut în China și a dus la introducerea raței Pekin în restul lumii.
De la mijlocul secolului al XX-lea, rața Pekin a devenit un simbol național al Chinei, savurat de turiști și diplomați. De exemplu, Henry Kissinger, Secretarul de Stat al Statelor Unite, s-a întâlnit Premierul Zhou Enlai în Sala Mare a Poporului pe 10 iulie 1971, în timpul primei sale vizite (secrete) în China. După o rundă de discuții  neconcludente dimineața, delegația a servit rață Pekin pentru masa de prânz, care a devenit imediat unul din felurile preferate ale lui Kissinger. Americanii și chinezii au emis o declarație comună în ziua următoare, invitându-l pe președintele Richard Nixon în China în 1972. În urma decesului lui Zhou în 1976, Kissinger a efectuat o altă vizită la Beijing pentru a savura rața Pekin. Rața Pekin, în special la Quanjude, a fost felul de mâncare preferat pentru o varietate de lideri politici ai lumii, precum liderul cubanez Fidel Castro și fostul cancelar German Helmut Kohl..
Cele două restaurante notabile din Beijing care servesc acest fel de mâncare sunt Quanjude și Bianyifang, ambele cu tradiție veche de secole, și chiar fiecare cu propriul stil: Quanjude este cunoscut pentru utilizarea cuptorului cu rațe atârnate, în timp ce Bianyifang folosește tehnica mai veche cu un cuptor închis.

## Pregătire

### Creșterea raței
Rațele folosite pentru a pregăti acest fel își au originea în Nanjing. Erau mici, aveau pene negre și trăiau în canalele din jurul orașului, care leagă marile căi navigabile. O dată cu transferul capitalei chineze la Beijing, traficul de barje din zonă a crescut. De multe ori, din aceste barje curgeau cereale în canale, care erau consumate de rațe. Fermierii chinezi au reușit să domesticească noua specie de rață până la începutul celor Cinci Dinastii. Astăzi, rața Peking este preparată din rață Pekin cu pene albe (Anas platyrhynchos domestica). Bobocii de rațe sunt crescuți în libertate pentru primele 45 de zile de viață, iar apoi hrănite cu forța de patru ori pe zi, timp de 15-20 de zile, ceea ce duce la rațe care cântăresc 5-7 kg. Hrănirea forțată a rațelor le-a adus un alt nume, „rațe Pekin umplute” (chineză simplificată: 北京填鸭; chineză tradițională: 北京填鴨; pinyin: běijīng tián yā).

### Prepararea raței

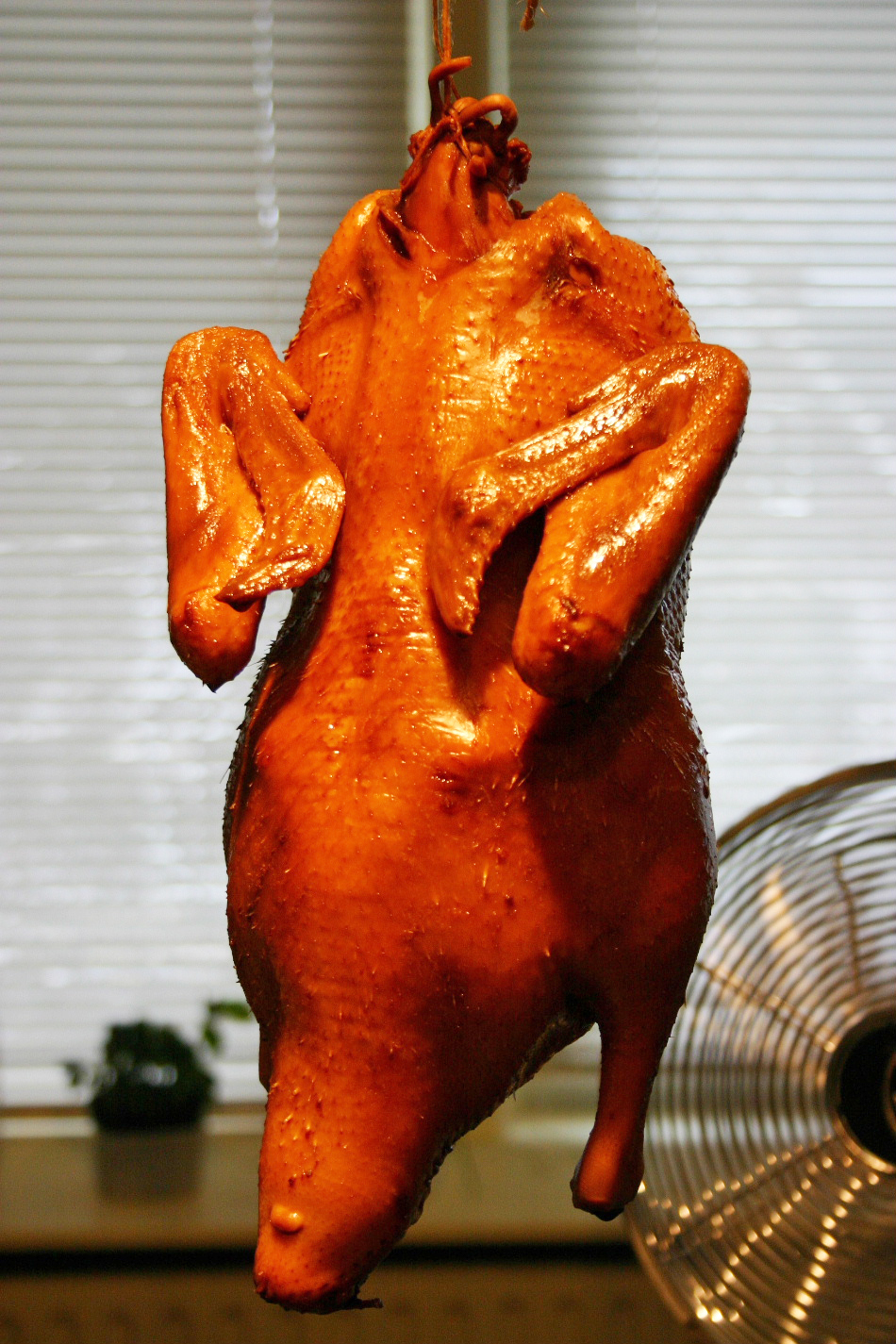
O rață Pekin după ce a fost uscată

Rațele îngrășate sunt sacrificate, curățate de pene, eviscerate și clătite bine cu apă. Pe sub piele, prin gât, este pompat aer pentru a desprinde pielea de grăsime. Rața este apoi înmuiată în apă clocotită pentru un timp scurt înainte de a fi atârnată la uscat. În timp ce este atârnată, rața este glazurată cu un strat de sirop de maltoză, iar interiorul este clătit cu apă. După ce a fost lăsată să stea timp de 24 de ore, rața este friptă în cuptor până când pielea devine de un maro lucios.
Pe lângă cele două metode tradiționale pentru a pregăti rață Pekin, bucătari din întreaga lume au creat rețete pentru a facilita preparea felului și în condiții domestice.

### Cuptor închis
Rața Pekin a fost inițial friptă într-un cuptor închis (chineză: 焖炉), iar Bianyifang este restaurantul care păstrează această tradiție. Cuptorul închis este construit din cărămidă și dotat cu grătare metalice (chineză: 箅子; pinyin: bì zi). Cuptorul este preîncălzit prin arderea de paie de sorg (chineză: 秫秸; pinyin: shú jiē). Rața este așezată în cuptor imediat după ce focul se stinge, iar carnea este gătită încet prin convecția căldurii în cuptor. Principala abilitate necesară este controlul de combustibil și temperatură. Când este gătită în acest stil, carne se combină bine cu grăsimea de sub piele și este așadareste suculentă și fragedă. 

### Cuptor deschis
Cuptorul deschis (chineză: 挂炉; literal: „cuptor atârnat”) a fost dezvoltat în bucătăriile imperiale în timpul Dinastiei Qing și adoptat de lanțul de restaurante Quanjude. Acesta este conceput pentru a frige până la 20 de rațe în același timp, la foc deschis prin arderea de lemn de esență tare din piersici sau peri. Rațele sunt atârnate de cârlige deasupra focului și fripte la o temperatură de 270°C pentru 30-40 de minute. În timpul gătirii, bucătarul poate folosi un cârlig pentru a muta rațele mai aproape de foc pentru intervale de 30 secunde. Prin gătirea în acest stil, grăsimea se topește și se scurge în timpul procesului, astfel încât pielea este crocantă și poate fi consumată ca gustare.
După asta, aproape fiecare parte a raței poate fi preparată. Restaurantul Quanjude a servit clienților lor „Banchet numai din rață”, în care au gătit oasele de rață cu legume.

## Servire

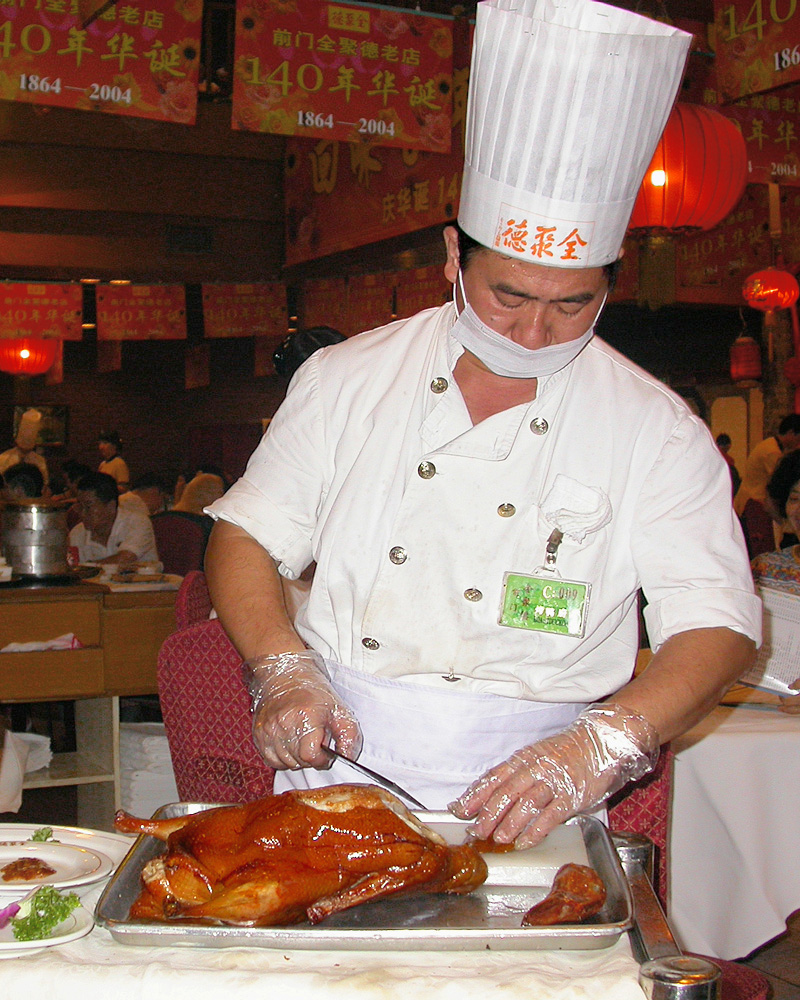
Un bucătar al Quanjude care feliază rața Pekin

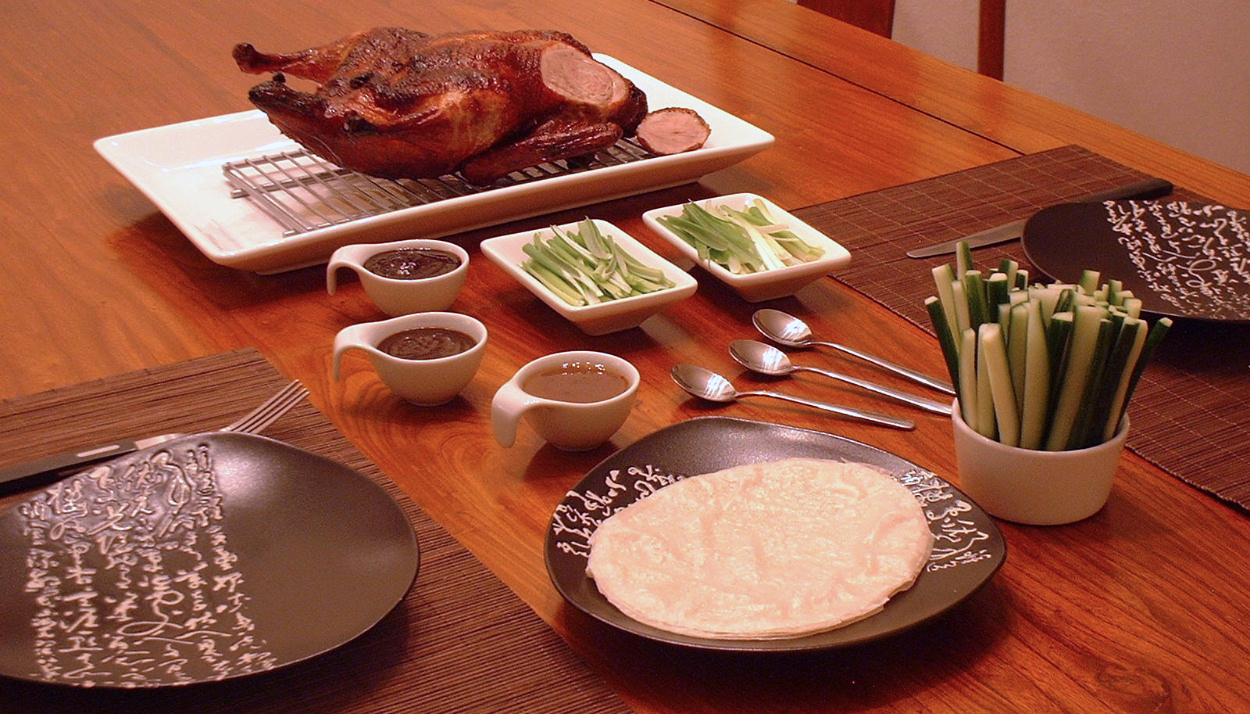
O rață Pekin nefeliată cu clătite, ceapă verde și sos dulce de fasole

Rațele Pekin sunt în mod tradițional feliate în fața mesenilor și servite în trei etape. Întâi, pielea de rață este servită cu zahăr și sos de usturoi. Pielea este mult mai gustoasă când este caldă, dar se răcește foarte repede. Apoi, carnea este servită cu clătite (chineză simplificată: 春饼; chineză tradițională: 春餅; pinyin: chūn bǐng), ceapă verde și sos dulce de fasole. Mai multe feluri de mâncare de legume sunt aduse pentru a însoți carnea, de obicei bastonașe de castravete. Unele restaurante oferă bastonașe de ridichi daikon ca alternativă. Meseni pun puțin sos peste clatită, iar apoi o bucată de carne și puțină ceapă verde. În mod tradițional, clătita este înfășurată în jurul ingredientelor și mâncată cu mâna. Bastonașele de castravete sunt consumate între clătite, dar pot fi puse și direct în clatită. Restul de rață (鸭架) poate fi gătit în trei moduri. Cel tradițional este ca ceea ce rămâne neconsumat să fie gătit într-un bulion. Carnea, împreună cu oasele, poate fi gătită cu sos dulce de fasole dulce, sau prăjite rapid și servite cu sare și piper de Sichuan (椒鹽). Altfel, resturile sunt ambalate pentru a fi luate acasă de către clienți.

### Reîncălzire
Rațe Pekin întregi pot fi comandate și luate la pachet. Rațele pot fi reîncălzite la domiciliu, în cuptor, pe grătar sau în ulei. Atunci când se folosește cuptorul, rață este încălzită la temperatura de 150°C timp de 20 de minute, iar apoi la 160°C pentru încă 10 minute. Metoda care folosește grătarul necesită introducerea de apă clocotită în interiorul raței înainte de a fi pusă pe o tavă, la 70 cm (28 inch) deasupra focului. Apa clocotită trebuie înlocuită la fiecare 3-4 minute, până când pielea raței este fierbinte. Pentru a reîncălzi rața Pekin în ulei, rața este tăiată în bucăți subțiri, pusă într-o sită și introdusă într-un wok cu ulei fierbinte. Rața este apoi clătită de mai multe ori cu ulei.

### Restaurante notabile
Un număr de restaurante din Beijing se specializează în rața Pekin. Printre ele, se numără Quanjude, Bianyifang, Changan Yihao (長安一號), Dayali, Beijing Xiaowangfu (北京小王府) și Dadong Kaoyadian (大董烤鴨店). Unele restaurante, în special Quanjude și Bianyifang, au o lungă istorie de servire de rață de înaltă calitate, iar numele lor este acum aproape sinonim cu acest fel de mâncare, sau Lao zihao (老字號), literalmente „vechi nume de brand”. În plus, Quanjude este recunoscut la nivel mondial, în special după ce a fost numit Marcă Înregistrată Chinezească Renumită în 1999. Restaurantul Duck Chang's, înființat în 1975 în Virginia, SUA, a fost primul restaurant chinezesc care a preparat și servit rața Pekin fără precomandă cu 24 de ore în avans.

## Rață crocantă aromatică
Rață crocantă aromatică (香酥鴨 xiang su ya) este un fel de mâncare similar cu rața Pekin. Este foarte populară în Regatul Unit, unde a fost creată în a doua jumătate a secolului al XX-lea.
Rața este întâi marinată cu diverse condimente, apoi gătită la aburi până când se frăgezește, iar în cele din urmă friptă până devine crocantă. Carnea are mai puțină grăsime și este mai uscată și mai crocantă față de rața Pekin. Rața crocantă poate fi găsită și în Statele Unite, de obicei servită cu chifle în loc de clătite.
În Germania, unele restaurante de fuziune asiatică servesc rață crocantă (Knusprige Ente), uneori etichetată ca rață Pekin (Pekingente). Rața este marinată cu diverse condimente și friptă, servită cu legume (Wokgemüse) peste tăiței sau orez.

## Galerie

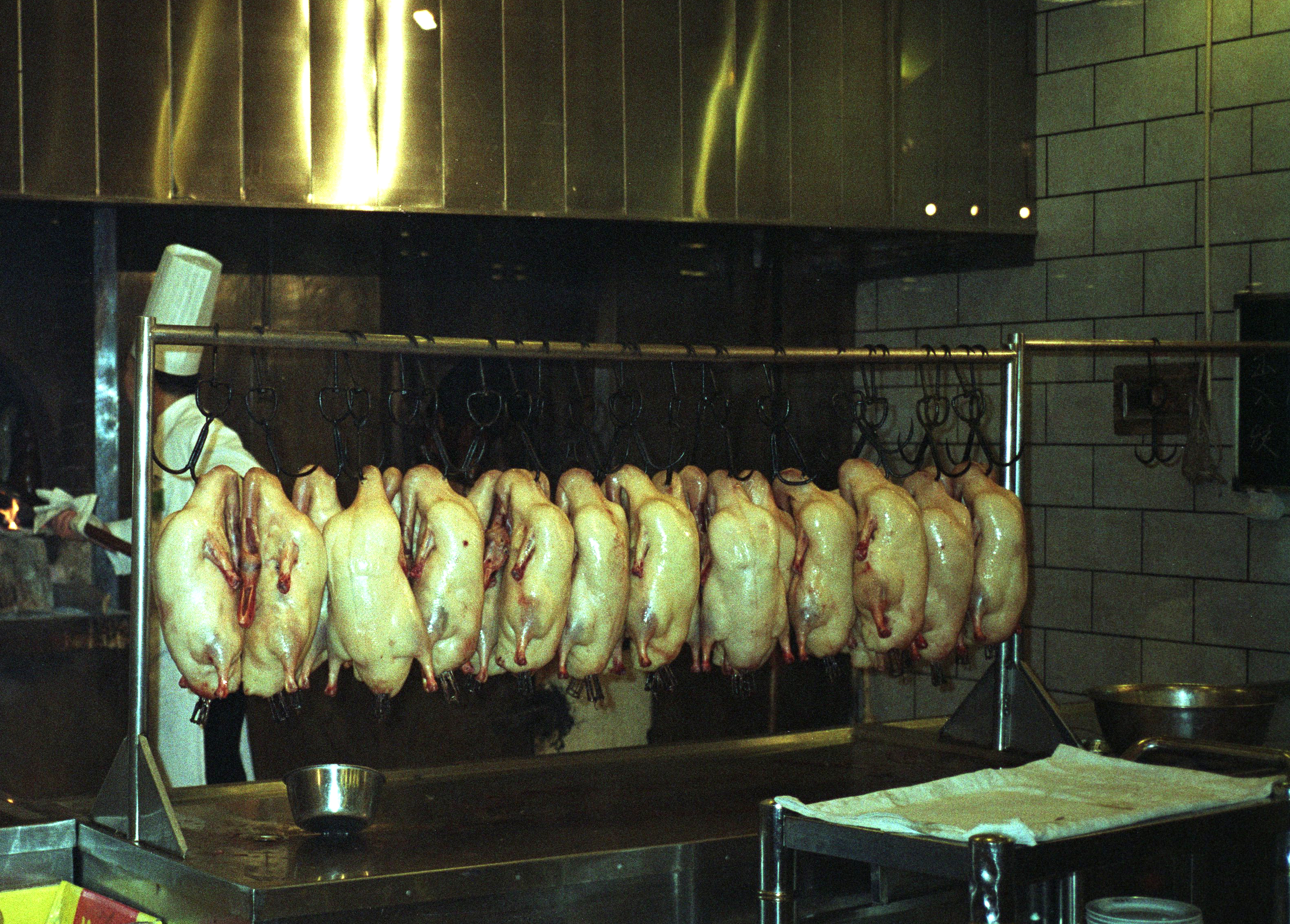
Mod de preparare:
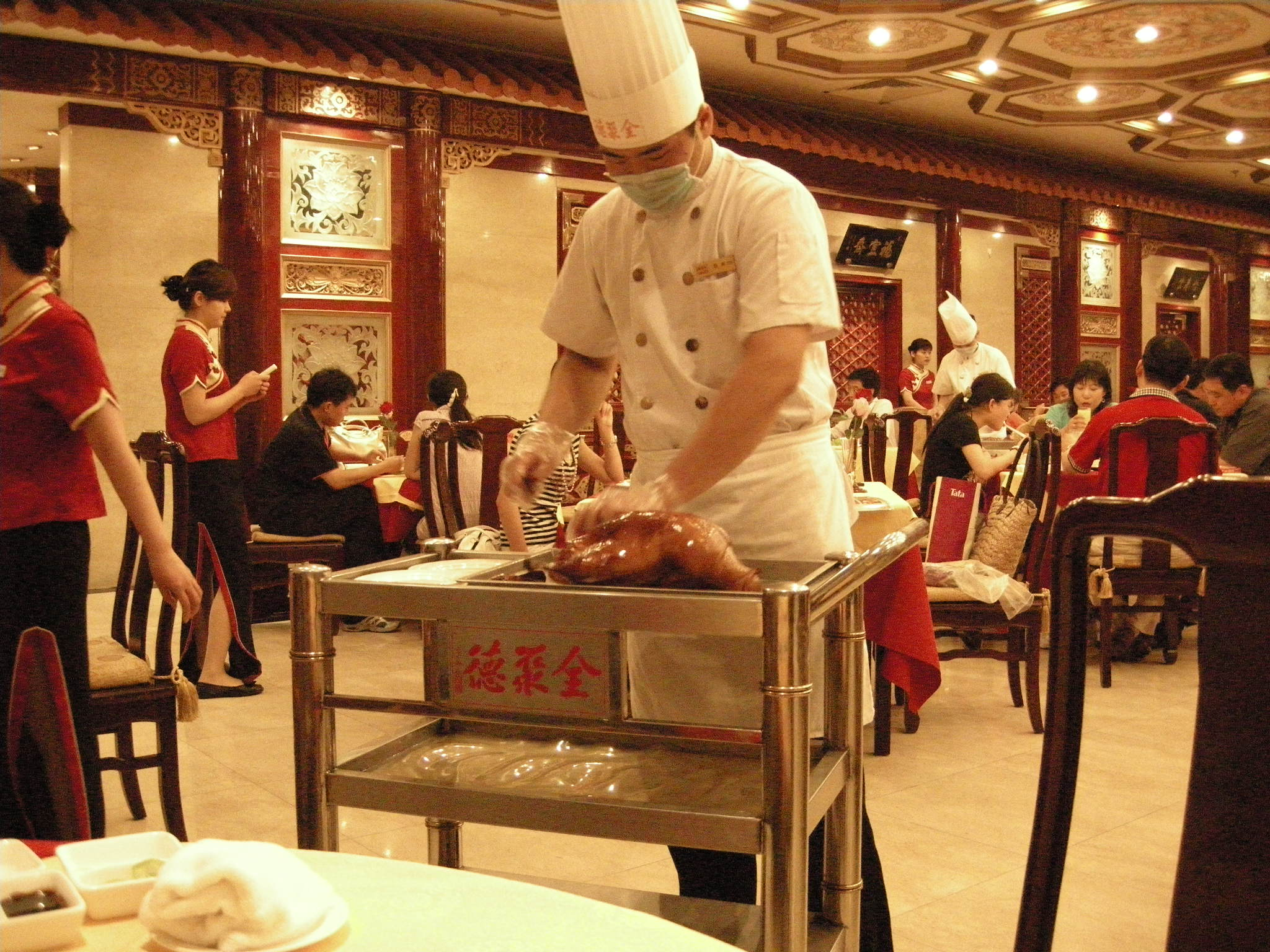
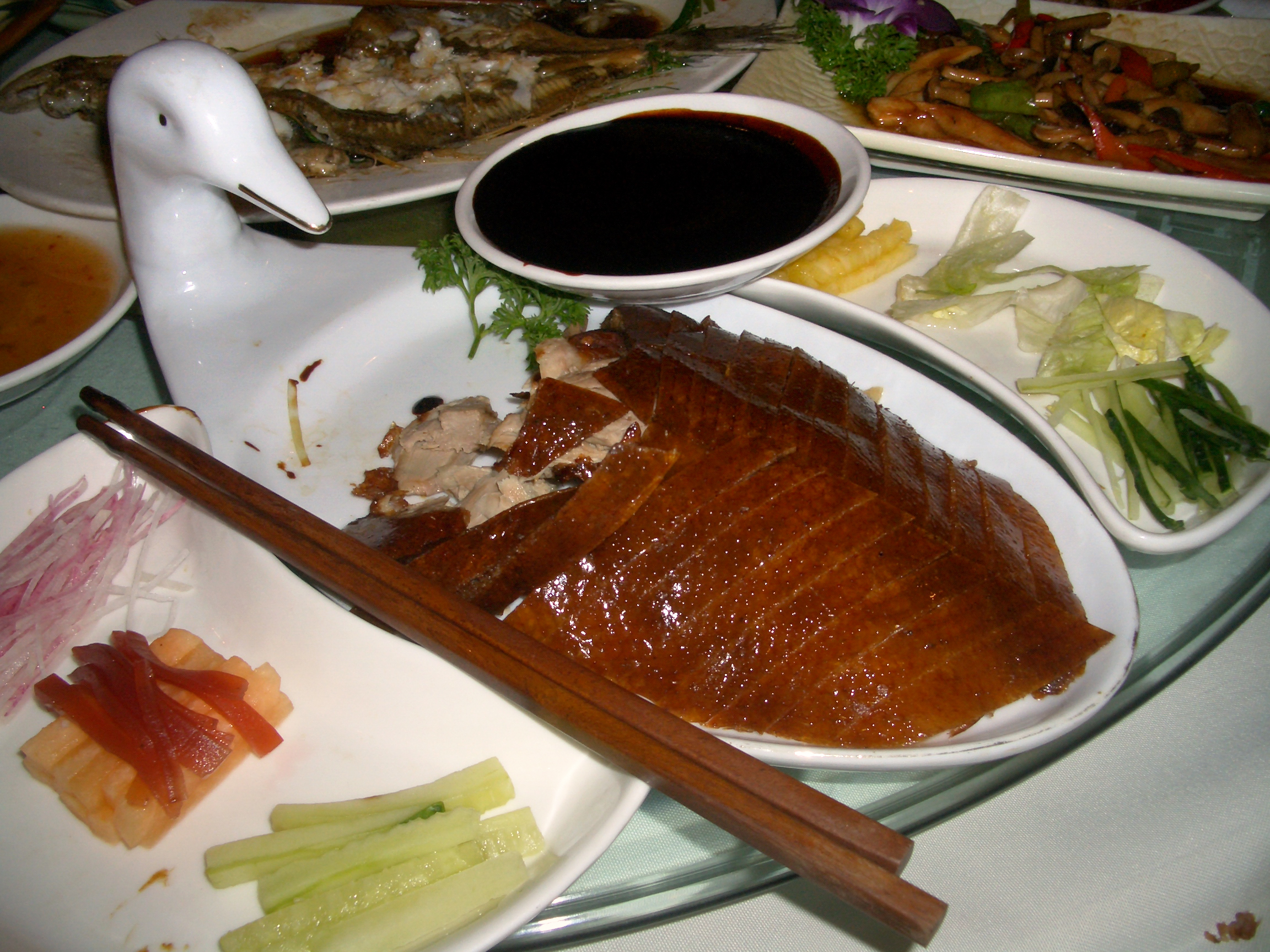
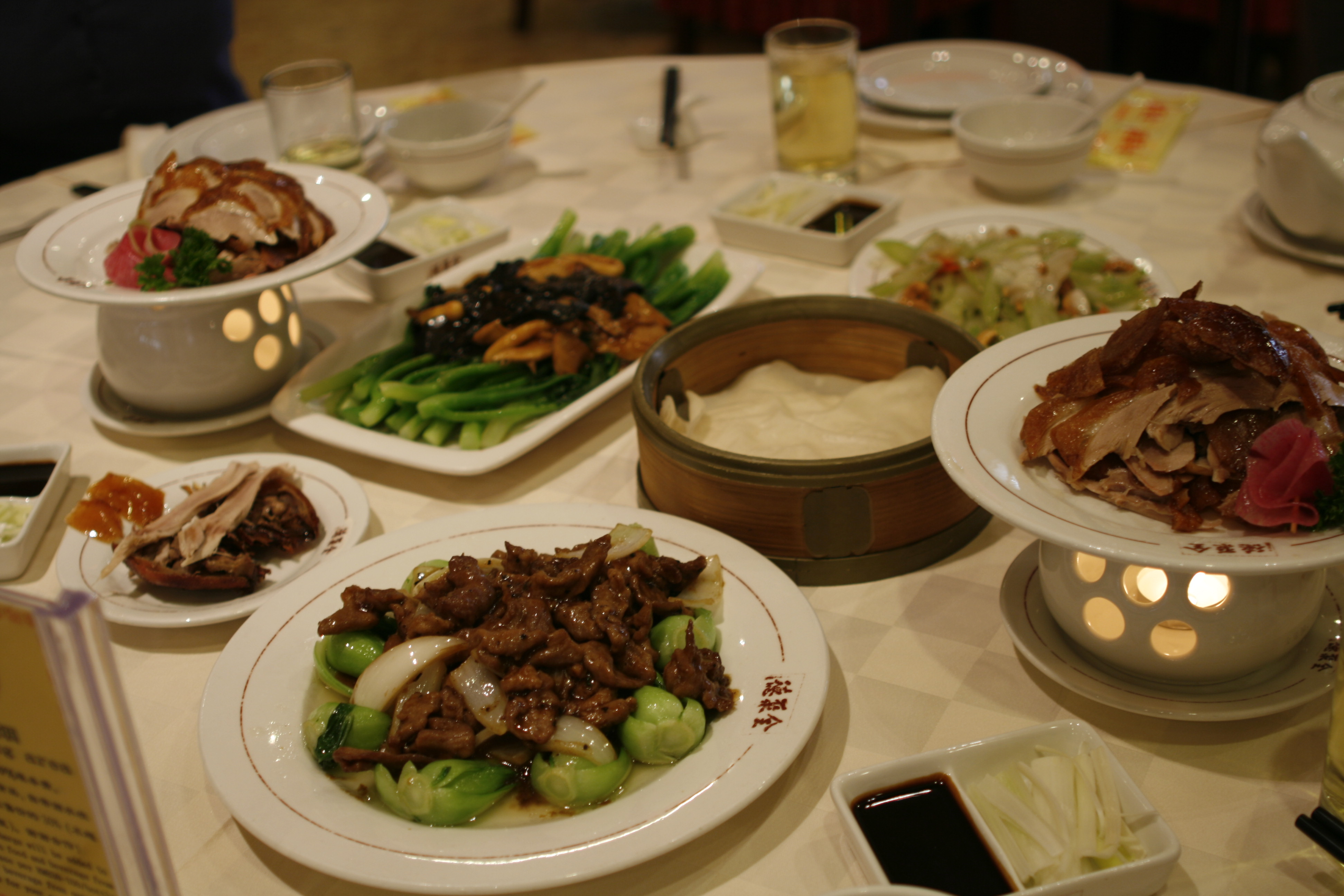
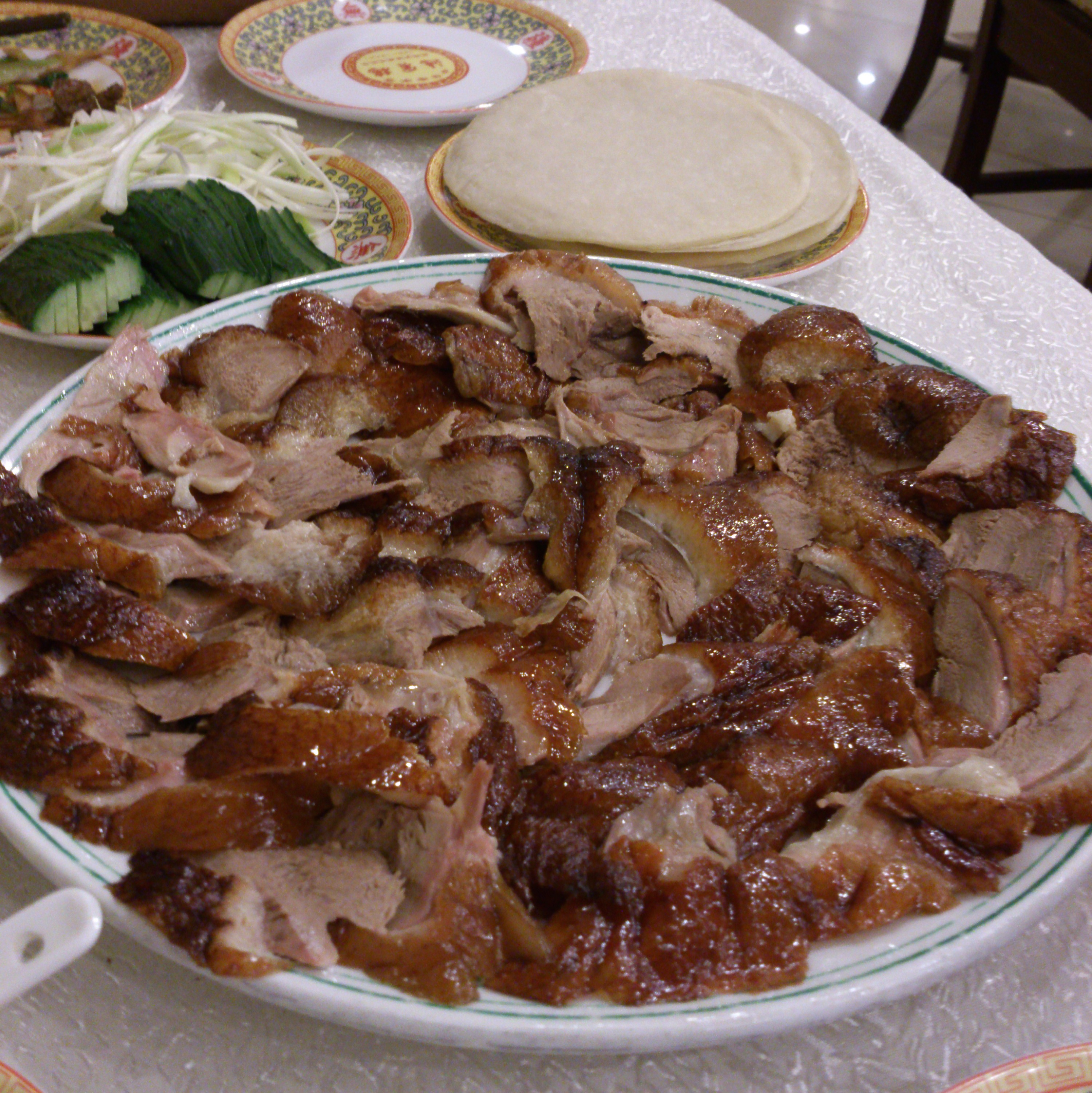
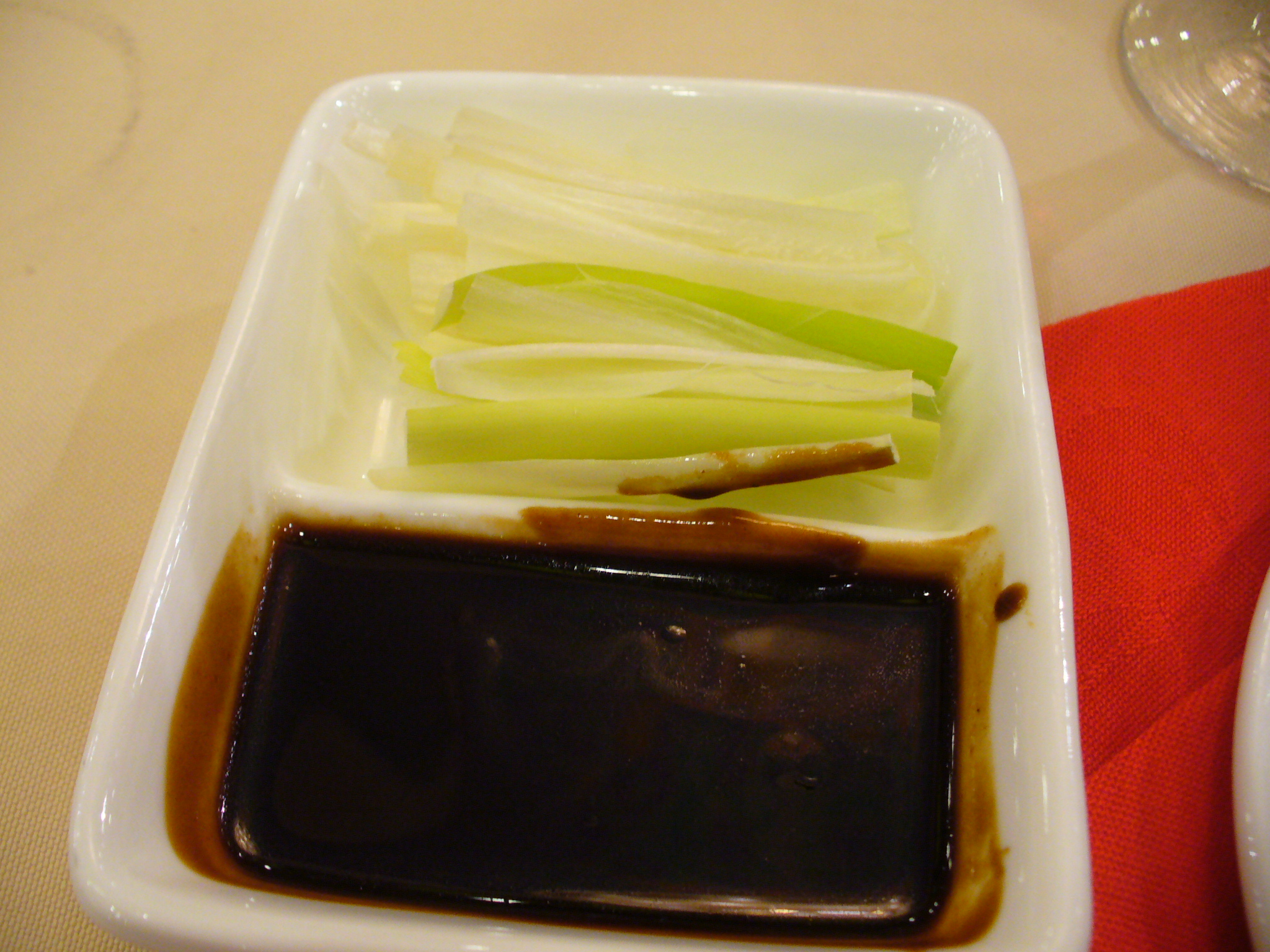
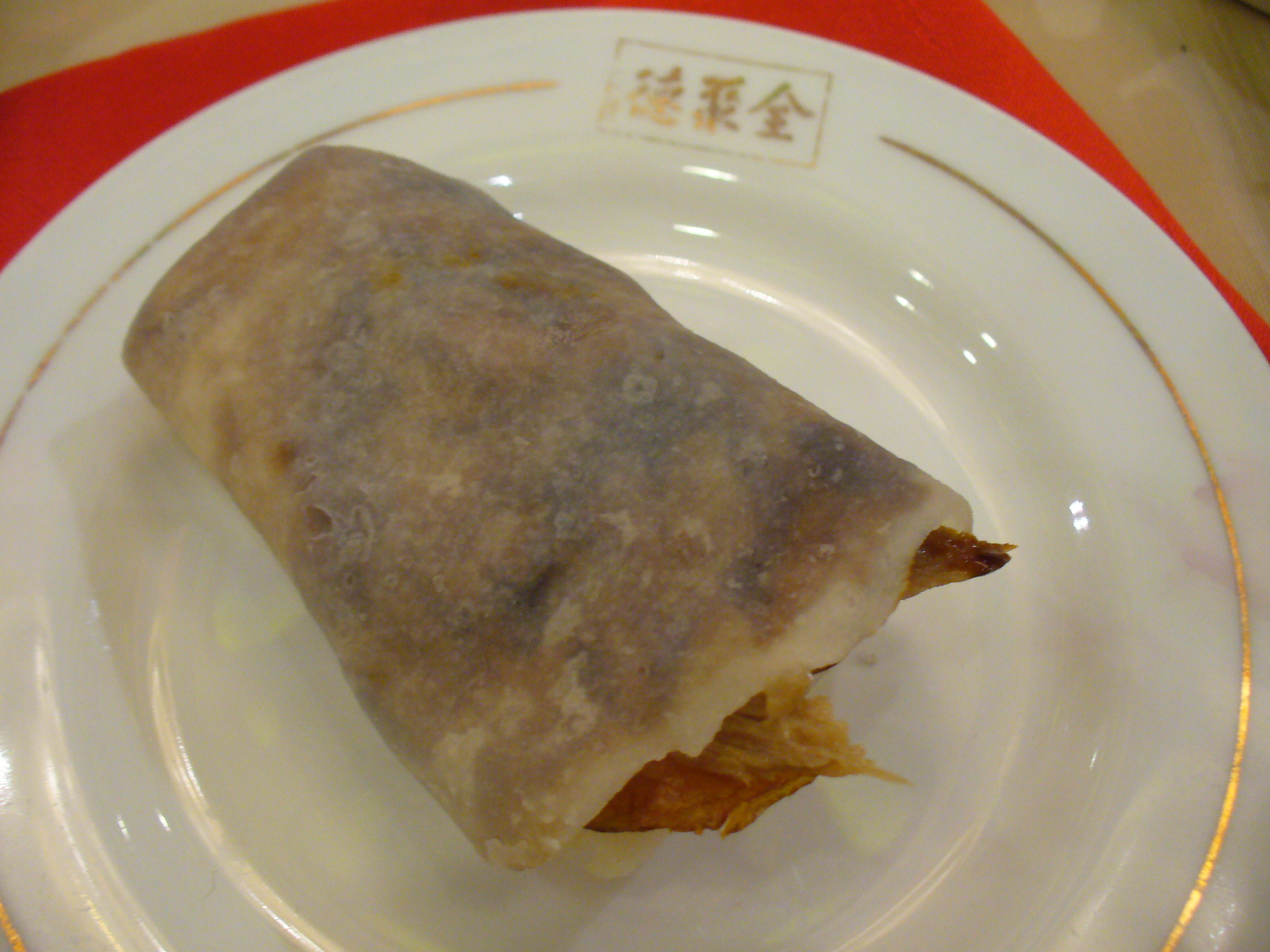
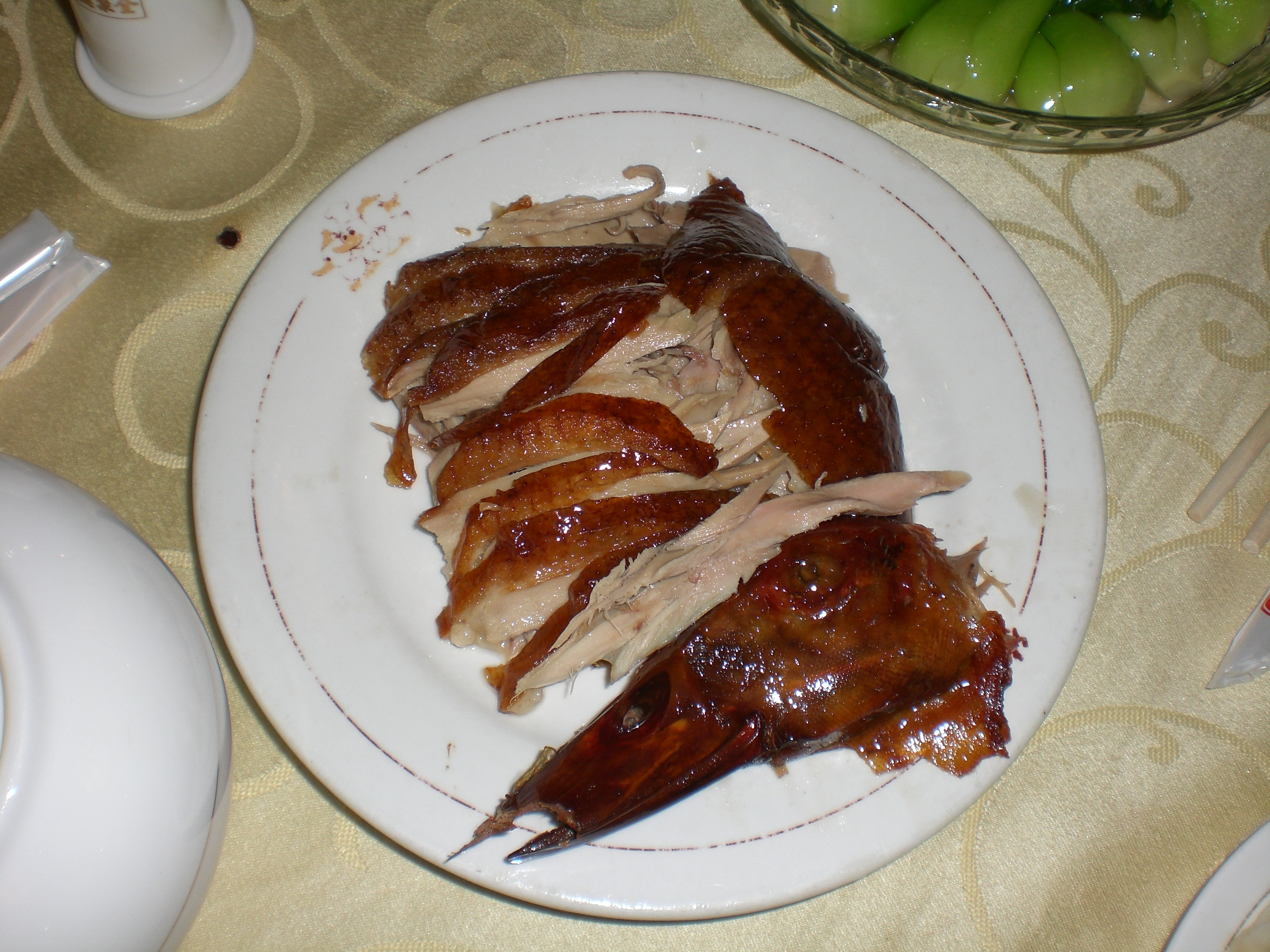
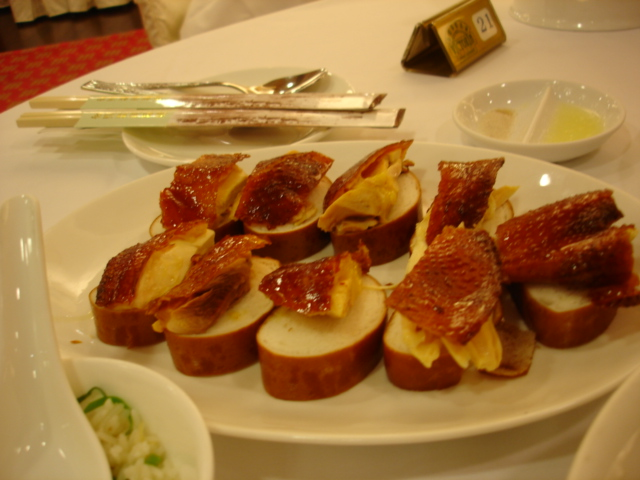
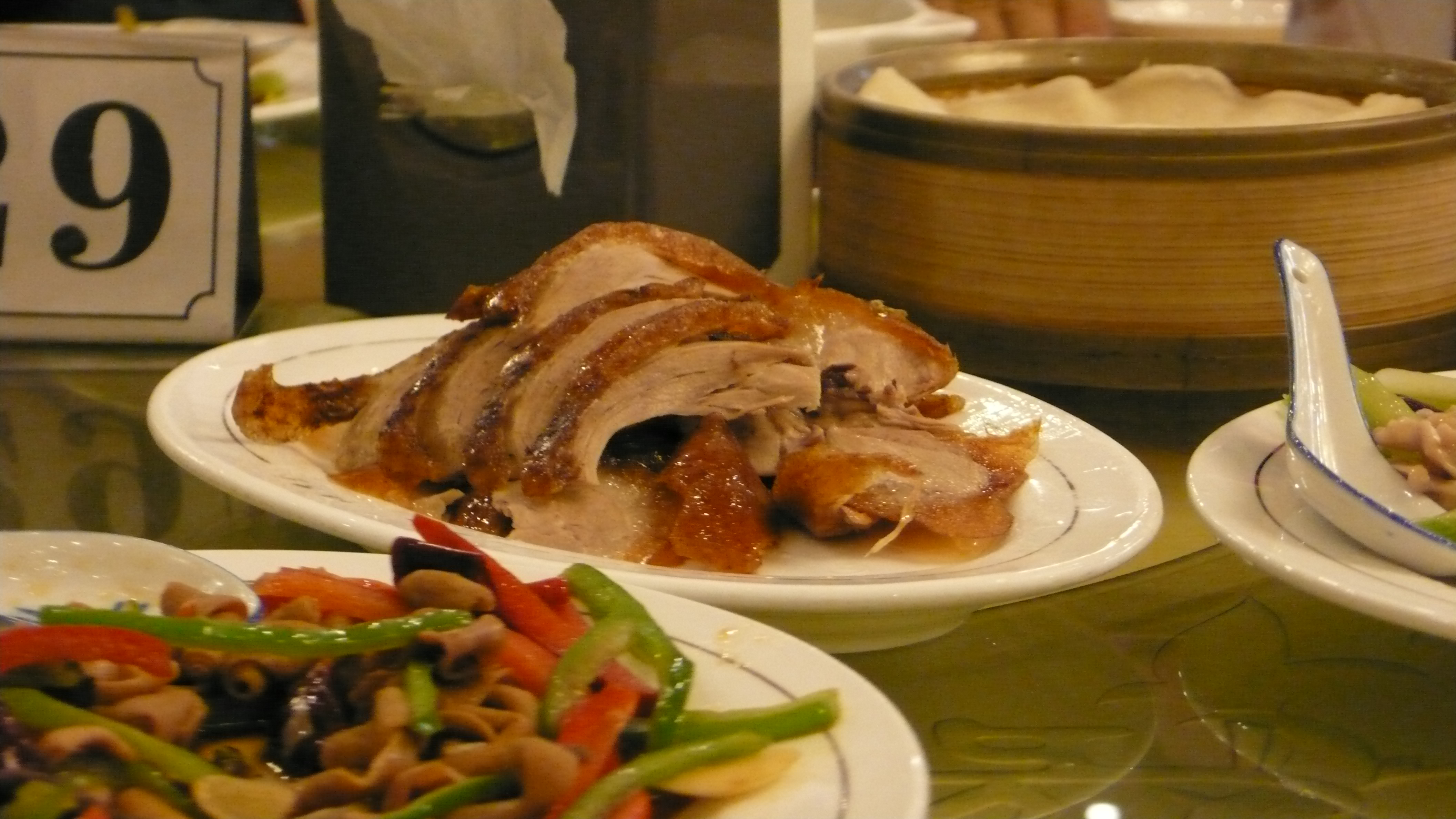
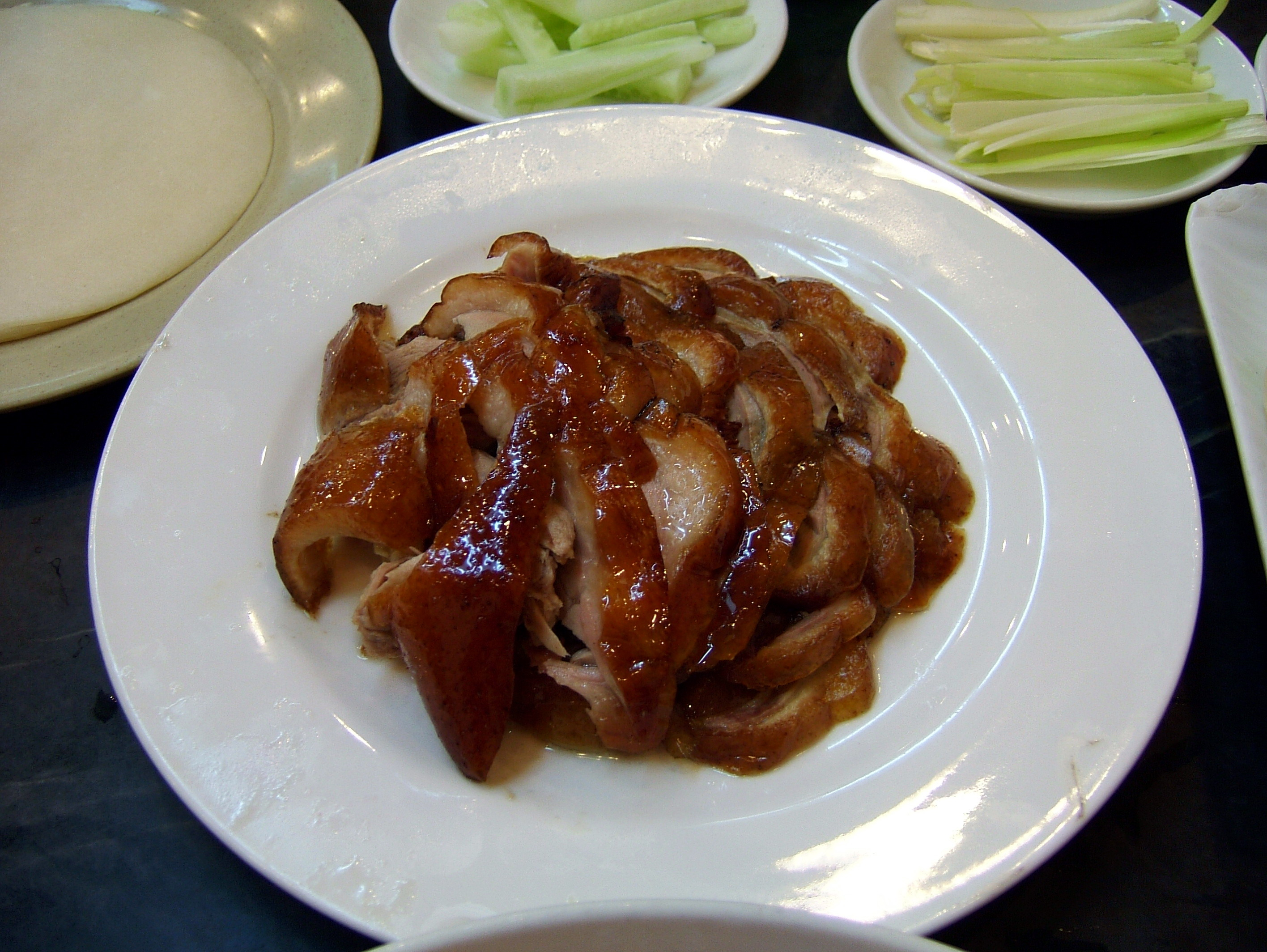
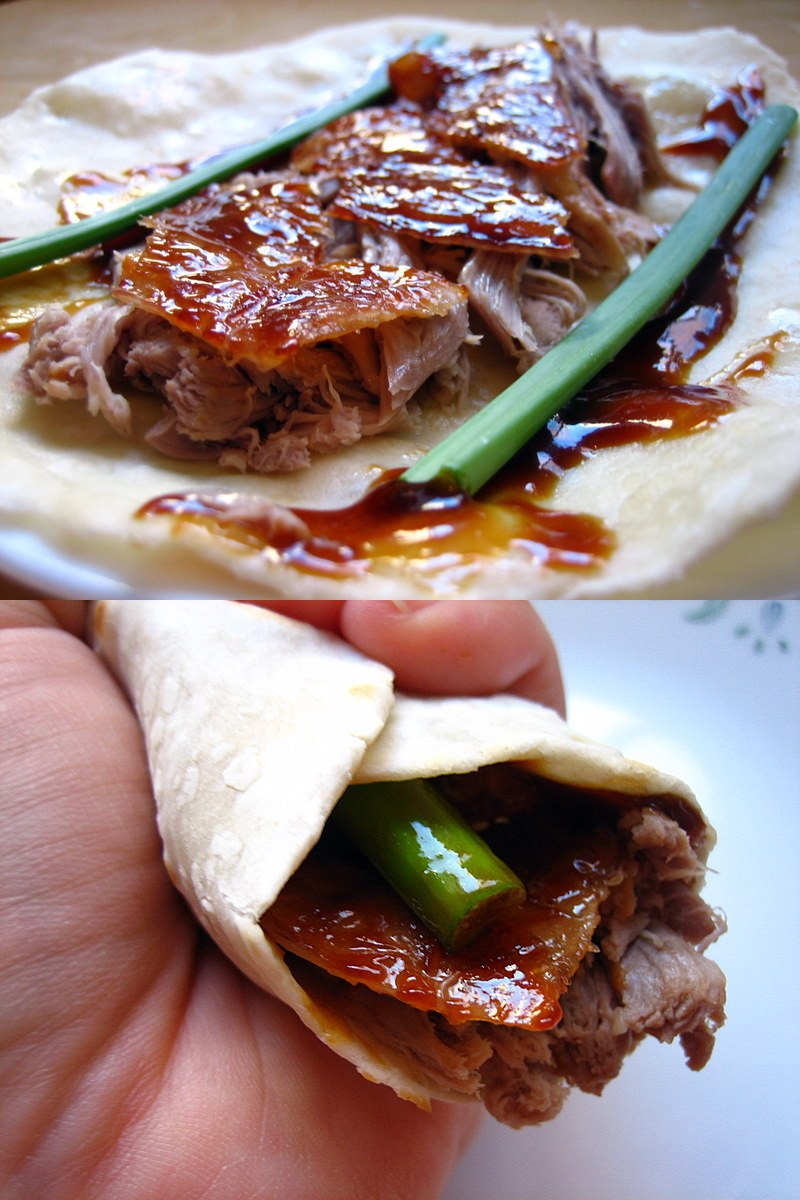